# Джвебенава, Ефим Дмитриевич
Ефим Дмитриевич Джвебенава (15 декабря 1903, Мартвили, Кутаисская губерния, Российская империя — дата смерти неизвестна) — советский хозяйственный, государственный и политический деятель, первый секретарь Ткибульского райкома партии. Герой Социалистического Труда (1949).

## Биография
Родился в 1903 году в Кутаисской губернии. Член КПСС.
С 1920 года — на хозяйственной, общественной и политической работе. В 1920—1966 гг. — хозяйственный советский и партийный работник в Закавказской СФСР и Грузинской ССР, первый секретарь Сухумского райкома КП(б) Грузии, первый секретарь Ткибульского районного комитета Компартии (большевиков) Грузии, партийный работник в Грузинской ССР.
Указом Президиума Верховного Совета СССР «О награждении передовиков промышленности, сельского хозяйства, науки и искусства Грузинской ССР» от 24 февраля 1941 года награждён Орденом Ленина «в связи с 20-летним юбилеем Грузинской Советской Социалистической Республики, за достижения в развитии промышленности, сельского хозяйства, науки и искусства».
Участвовал в Великой Отечественной войне. В послевоенные годы — первый секретарь Ткибульского райкома партии.
Благодаря его хозяйственной деятельности сельскохозяйственные предприятия Ткибульского района в 1948 году перевыполнили план по сдаче государству сортового зелёного чайного листа на 31,9 %. Указом Президиума Верховного Совета СССР от 29 августа 1949 года удостоен звания Героя Социалистического Труда за «получение высоких урожаев сортового зелёного чайного листа и цитрусовых плодов в 1948 году» с вручением ордена Ленина и золотой медали «Серп и Молот».
Этим же Указом званием Героя Социалистического Труда были награждены партийные, государственные и хозяйственные руководители Ткибульского района: председатель Ткибульского райисполкома Варлаам Милосович Абесадзе, заведующий районным отделом сельского хозяйства Илья Дмитриевич Гиоргобини и главный агроном района Давид Георгиевич Леквинадзе.
Избирался депутатом Верховного Совета Грузинской ССР 2-го созыва.
Умер после 1966 года.